# اینویاما ۵۷۷۵
سیارک ۵۷۷۵ (به انگلیسی: 5775 Inuyama، نامگذاری:1989SP) پنج هزار و هفتصد و هفتاد و پنجمین سیارک کشف شده‌است که در ۲۹ سپتامبر ۱۹۸۹ کشف شد.
قدر مطلق سیارک برابر ۱۲٫۵۰ است.